# Герус, Роман Владимирович
Рома́н Влади́мирович Ге́рус (род. 14 сентября 1980, Тихорецк, Краснодарский край) — российский футболист, вратарь.

## Карьера
На профессиональном уровне начинал играть в 1997 году в третьей лиге за клуб «Кубань-д» — фарм-клуб «Кубани». Потом выступал за «Венец» Гулькевичи, откуда в конце 2000 года перешёл в новороссийский «Черноморец». В высшей лиге дебютировал в 2001 году в гостевом матче против «Ростсельмаша», отыграв на ноль. В этом же году провёл два матча в Кубке УЕФА против «Валенсии». В домашней игре, несмотря на поражение 0:1, был признан лучшим игроком матча. В 2003 году снова играл в Премьер-лиге. Провёл 17 матчей в сезоне, но не смог помочь «Черноморцу» закрепиться в лиге. Перед сезоном-2004 провёл сборы с раменским «Сатурном», но в составе закрепиться не удалось. В итоге первую часть сезона провёл в «Луче-Энергии» из Владивостока, а во второй вернулся в Раменское, где в составе дубля завоевал бронзовые медали первенства среди дублёров. В 2005 году подписал контракт с «Лучом-Энергией» и вместе с ним с первого места вышел в Премьер-лигу. На следующий сезон — основной вратарь команды.
В 2007 году перешёл в «Ростов», где, вытеснив из ворот Илью Близнюка, стал основным голкипером ростовчан. «Ростов» занял последнее 16 место и покинул Премьер-лигу, но в 2008 году с первого места уверенно вернулся, а Роман был признан лучших голкипером Первого дивизиона. Сезон-2009 начал основным вратарем, но во 2 туре в матче против «Локомотива» получил травму руки и уступил место Вениамину Мандрыкину. Проведя половину матчей в основном составе, не смог убедить руководство «Ростова» продлить с ним контракт и вынужден был искать себе новую команду. 2010 год провёл в Казахстане, в «Локомотиве» из Астаны. В нём был одним из лидеров и капитаном, но летом на тренировке получил перелом руки и оставшуюся часть сезона был вынужден пропустить. 5 января 2011 года подписал контракт сроком на 1,5 года с командой «Динамо» Брянск.

### «Амкар»
25 января 2012 перешёл в «Амкар» после того, как с положительной стороны зарекомендовал себя на предсезонных сборах команды. Дебют в новой команде состоялся в матче против «Томи» (из-за перебора жёлтых карточек основным вратарём Сергеем Нарубиным), который проходил без опасных моментов у ворот пермяков. В том матче сохранил ворота в неприкосновенности. 18 сентября 2013 года продлил контракт с пермским клубом до лета 2015 года.

### «Арсенал» Тула
25 июня 2016 года, будучи свободным агентом, подписал однолетний контракт с тульским «Арсеналом», вернувшимся в премьер-лигу. Дебютировал 31 июля 2016 в матче против московского «Спартака» (0:4), пропустил 4 мяча. После провёл ещё два матча против «Рубина» (1:0) и «Анжи» (0:1). Но после того как на следующей неделе на тренировке получил травму (осколочный перелом большого пальца руки), выбыл на большой срок. После восстановления основным вратарём клуба являлся уже Владимир Габулов, и контракт с Герусом продлён не был.

### Дальнейшая карьера
В 2017 году выступал за пляжный футбольный клуб «Кристалл» Санкт-Петербург, в составе которого стал серебряным призёром чемпионата России. По окончании сезона вернулся в родные края, где стал играть в Высшей лиге Краснодарского края за команду «Спартак» Раевская.

## Достижения
- Серебряный призёр Первого дивизиона: 2002
- Финалист Кубка Премьер-лиги: 2003
- Бронзовый призёр Турнира дублирующих составов: 2004
- Победитель Первого дивизиона (2): 2005, 2008
- Лучший вратарь Первого дивизиона: 2008
- Обладатель Кубка Казахстана: 2010
- Серебряный призёр Чемпионата России по пляжному футболу: 2017
- Обладатель Кубка России по пляжному футболу: 2017